# Norra Jocktjärnen
Norra Jocktjärnen är en sjö i Lycksele kommun i Lappland och ingår i Umeälvens huvudavrinningsområde. Sjön har en area på 0,112 kvadratkilometer och ligger 306,1 meter över havet.

## Delavrinningsområde
Norra Jocktjärnen ingår i det delavrinningsområde (719360-165511) som SMHI kallar för Utloppet av Stor-Nackträsket. Medelhöjden är 278 meter över havet och ytan är 11,05 kvadratkilometer. Räknas de 6 avrinningsområdena uppströms in blir den ackumulerade arean 73,78 kvadratkilometer. Nackbäcken som avvattnar avrinningsområdet har biflödesordning 3, vilket innebär att vattnet flödar genom totalt 3 vattendrag innan det når havet efter 178 kilometer. Avrinningsområdet består mestadels av skog (51 procent). Avrinningsområdet har 3,61 kvadratkilometer vattenytor vilket ger det en sjöprocent på 32,7 procent.